# Nameless
Nameless — ограниченная серия комиксов, состоящая из 6 выпусков, которую в 2015 году издавала компания Image Comics.

## Синопсис
Главным героем серии является «Безымянный», которого нанял консорциум миллиардеров-футуристов для особой миссии.

### Выпуски
| № | Название                             | Дата выхода      | Оценка на Comic Book Roundup    |
| - | ------------------------------------ | ---------------- | ------------------------------- |
| 1 | Shit Rains Down                      | 4 февраля 2015   | 8 из 10 на основе 39 рецензий   |
| 2 | The Double Headed Horror at the Door | 4 марта 2015     | 8,3 из 10 на основе 21 рецензии |
| 3 | Into the Burrows                     | 8 апреля 2015    | 8,1 из 10 на основе 6 рецензий  |
| 4 | Dark House                           | 10 июня 2015     | 7,5 из 10 на основе 7 рецензий  |
| 5 | Star of Fear                         | 23 сентября 2015 | 7,5 из 10 на основе 6 рецензий  |
| 6 | Wormwood Palace                      | 23 декабря 2015  | 8 из 10 на основе 1 рецензии    |

### Сборники
| Название | Тип              | Дата выхода    | Собранный материал | Кол-во страниц | ISBN                       |
| -------- | ---------------- | -------------- | ------------------ | -------------- | -------------------------- |
| Nameless | Твёрдый переплёт | 16 марта 2016  | Nameless #1-6      | 192            | 978-1632155276, 1632155273 |
| Nameless | Мягкая обложка   | 8 февраля 2017 | Nameless #1-6      | 192            | 978-1534300934, 1534300937 |

## Реакция

### Отзывы критиков
На сайте Comic Book Roundup серия имеет оценку 7,9 из 10 на основе 80 рецензий. Грег Макэлхаттон из Comic Book Resources написал, что первый выпуск является «впечатляющим и привлекающим внимание дебютом». Чейз Магнетт из ComicBook.com дал ему оценку «A-» и отметил, что цвета колориста «подчёркивают клаустрофобию и напряжённый мир, созданный Бёрнемом». Мэт Эльфринг из Comic Vine вручил дебюту 4 звезды из 5 и посчитал, что он «немного зауряден, и некоторые из его концепций временами непросты, но это хорошее начало серии». Скотт Седерланд из Newsarama поставил первому выпуску 8 баллов из 10 и написал, что «Грант Моррисон является лишь вторым или третьим по странности элементом творческой группы, в то время как Бёрнем и Фэйрберн играют с вашим разумом странными, загадочными и восхитительными способами». Его коллега Ричард Грей оценил дебют в 7 баллов из 10 и похвалил художников. Трэвис Муди из Comics Bulletin, рецензируя первый выпуск, посчитал, что он написан в привычном стиле Моррисона. Эмили Годетт из Inverse назвала Nameless «самым страшным комиксом 2015 года». Рич Джонсон, создатель сайта Bleeding Cool, назвал комикс прекрасным. Его подчинённый Кэт Тэйлор отмечал потенциал серии.

### Продажи
Ниже представлен график продаж комикса за первый месяц выпуска на территории Северной Америки.